# Juncus filiformis
Espèce
Classification APG III (2009)
Statut de conservation UICN

 LC  : Préoccupation mineure
Juncus filiformis, le Jonc filiforme, est une espèce de plante herbacée vivace de la famille des Juncaceae.

## Description
Plante haute de 15–40 cm, aux tiges aphylles (sans feuilles), minces, d'environ un millimètre de diamètre, prolongées d'une bractée terminale. Fleurs groupées par 3 à 10, insérées environ au milieu de la tige, 6 étamines, tépales brunâtres longs d'environ 3 mm. Fruits : capsules subglobuleuses à ovoïdes, égalant environ la longueur des tépales.

## Distribution
Eurasie, Amérique du Nord. En France: régions montagneuses (Vosges, Alpes, Cévennes, Forez, Auvergne, Pyrénées).

## Floraison
De juin à aout.

## Habitat
Marais et prés humides des montagnes.